# Evi Grünenwald-Reimer
Evi Grünenwald-Reimer (* 5. Januar 1964 als Evi Reimer in Therwil) ist eine Schweizer Schachspielerin und trägt seit 1990 den FIDE-Titel einer FIDE-Meisterin für Frauen (WFM).

## Werdegang
Evi Grünenwald-Reimer wurde in Therwil geboren und wuchs dort auf. Sie war Mitglied des Schachclubs Therwil. 2002 bestritt sie ihre letzte Wertungspartie in der Schweizer Mannschaftsmeisterschaft und in der deutschen 2. Frauen-Bundesliga.
Sie nahm an der Schacholympiade der Frauen 1986 (als Evi Reimer), 1996 und 2000 teil.

## Meisterschaften
Evi Grünenwald-Reimer ist vierfache Schweizer Schachmeisterin der Damen:
- 1989, Biel
- 1992, Leukerbad
- 1996, Arosa
- 2000, Pontresina